# Saint-Imoges
Saint-Imoges település Franciaországban, Marne megyében. Lakosainak száma 331 fő (2022. január 1.). Saint-Imoges Sermiers, Aÿ-Champagne, Champillon, Germaine, Hautvillers, Mutigny és Nanteuil-la-Forêt községekkel határos.

## Népesség
A település népessége az elmúlt években az alábbi módon változott:
| Lakosok száma | 180  | 257  | 273  | 266  | 300  | 314  | 320  | 317  | 316  | 331  |
|               | 1968 | 1982 | 1990 | 2006 | 2013 | 2015 | 2017 | 2019 | 2020 | 2022 |